# استان میه

جایگاه استان میه در ژاپن.

استان میه یا می یه یکی از استانهای کشور ژاپن است که در جزیره هونشو قرار گرفته‌است. مساحت آن ۵۷۷۷ کیلومتر مربع می‌باشد. جمعیت این استان در سال ۲۰۱۰ بیش از ۱۸۵۵۰۰۰ نفر برآورد شده‌است.
استان میه از نظر تقسیمات کشوری بخشی از ناحیه کانسای به حساب می‌آید. مرکز این استان شهر تسو است.
نیروگاه کاواگوئه، سومین نیروگاه بزرگ گازسوز جهان در این استان قرار دارد.